# Usher (албум)
Usher је дебитантски студијски албум америчког пјевача Ашера. Објављен је 30. августа 1994. године, од стране издавачке куће LaFace рекордс. Као извршни продуцент, Шон Комбс је одрадио највећи дио продукције, док су додатну продукцију радили Чаки Томпсон, Деванте Свинг и Al B. Sure!, између осталих. Албум је дебитовао на 167 мјесту Билборд 200 листе. Албум је подржан са три сингла: "Can U Get wit It" објављен је 1. јула 1994. године, као водећи сингл, "Think of You" је објављен 10. новембра 1994, док је трећи сингл "The Many Ways" објављен 26. јануара 1995. године.
Спремајући дебитантски албум, изгубио је глас. Пролазио је кроз пубертет и имао је тажак период прилагођавања гласа. LA Рид је постао скептичан око Ашера и одложио је његово снимање, размишљајући о томе да га избаци из издавачке куће. Ашер је молио да га оставе и L.A. Рид га је оставио. Од тог тренутка, Рид није знао шта да ради са Ашером и послао га је у Њујорк у јесен 1994. године да живи са са Шоном Комбсом, познатијим као Паф Диди, да похађа оно што је Рид звао "камп укуса". Ашер се брзо прилагодио раскошном животу Паф Дидија, иако је у интервјуу за Ролинг стоун истакао те дане као најтеже дане у животу, додавши да је у Пафовој кући увијек било дјевојака. Албум је доживио лоше реакције јер је Ашер пјевао о сексу, због чега је јавности било тешко да повјерује да то долази из уста дјечака од 14 година. У интервјуу за часопис Пипл, 2008. године, Ашер је изјавио: "То је био погрешан правац, та цијела ствар о лошем момку, ја који се мрштим за камеру - то нисам ја".

## Критички пријем
| Професионални рејтинг | Професионални рејтинг |
| Збирни резултат       | Збирни резултат       |
| Извор                 | Рејтинг               |
| --------------------- | --------------------- |
| AOTY                  | 60/100                |
| Резултати             |                       |
| Извор                 | Рејтинг               |
| AllMusic              | [ 6 ]                 |
| Ентертајнмент викли   | C−                    |
| Yahoo! Music          | (повољан)             |

Били Џонсон јуниор са Yahoo! Music назвао је дебитантски албум "пријатном вожњом", написавши: ""Think Of You", фина, лепршава пјесма за плес, продуцирана од стране Донела Џонса, можда је једини сингл са овог албума који прима пажњу, али ту је још драгуља од овог тинејџера из Атланте. Доприноси Брајана Александера Моргана, "луда" и бројна помоћ од Al B. Sure, чини Ашеров албум пријатном вожњом." Андерсон Џонс из часописа Ентертајнмент викли , у мање ентузијастичном прегледу албума, назвао је пјесме другоразредним и "изузетно досадним"; написао је: "Рејмонд, звијезда у потрази и штићеник L.A. Рида (копродуцент албума), хип хоп из другоразредних балада до изузетно досадног њу џек свинга на свом дебију. Али оно што га стварно обара је неуспјешна испорука. Та разлику од Тевина, Алија или чак и младог Мајкла Џексона,, Рејмонд звучи тачно као петнаестогодишњак, какав и јесте.

## Комерцијалне перфомансе
Албум је дебитовао на 167 мјесту на Билборд 200 листи албума. Албум је продат у преко 500 хиљада примјерака.

## Списак пјесама
| №               | Назив                    | Текст                                                                             | Музика                     | Трајање |  |
| 1.              | без имена                | Дарен Бенбов Фејт Еванс Кијама Грифин Сиа Ли Laquentis Saxon                      | Trackmasters               | 4:50    |  |
| 2.              | Interlude 1              | Фејт Еванс Ашер Чаки Томпсон                                                      | Чаки Томпсон               | 0:40    |  |
| 3.              | Can U Get wit It         | Деванте Свинг                                                                     | Деванте Свинг              | 4:56    |  |
| 4.              | Think of You             | Фејт Еванс Донел Џонс Ашер Чаки Томпсон                                           | Чаки Томпсон Паф Диди      | 3:48    |  |
| 5.              | Crazy                    | Брајан Александер Морган                                                          | Брајан Александер Морган   | 5:14    |  |
| 6.              | Slow Love                | Al B. Sure! Лајк Ли                                                               | Al B. Sure!                | 4:57    |  |
| 7.              | The Many Ways            | Al B. Sure Дејв Хал                                                               | Дејв Хал                   | 5:43    |  |
| 8.              | I'll Show You Love       | Шарл Бобит Al B. Sure Фејт Еванс Џо Хауел Александер Рихбург Марк Соут Фред Визли | Александер Рихбург         | 4:43    |  |
| 9.              | Interlude 2 (Can't Stop) | Фејт Еванс Ашер Чаки Томпсон                                                      | Чаки Томпсон               | 2:42    |  |
| 10.             | Love Was Here            | Al B. Sure Кијама Грифин                                                          | Al B. Sure! Кијама Грифин  | 5:37    |  |
| 11.             | Whispers                 | Дерил Пирсон Деванте Свинг                                                        | Дерил Пирсон Деванте Свинг | 5:15    |  |
| 12.             | You Took My Heart        | Вард Корбет Едвард Ферел Донел Џонс Ашер Кенет Тонг                               | Едвард Ферел               | 5:10    |  |
| 13.             | Smile Again              | Фејт Еванс Дејв Холистер Херб Мидлтон                                             | Херб Мидлтон               | 4:38    |  |
| 14.             | Final Goodbye            | Гордон Чемберс Вард Корбет Дејв Хал                                               | Дејв Хал                   | 5:00    |  |
| Укупно трајање: | Укупно трајање:          | Укупно трајање:                                                                   | Укупно трајање:            | 63:13   |  |

## Сарадници на албуму
Заслуге за албум Usher прилагођене су са сајта Allmusic.
| - Ашер — вокал, позадински вокал - Al B. Sure! — инжињер, продуцент - Брајан Александер Морган — инжињер, продуцент, мулти инструменти - Вард Корбет — продуцент, текстописац - L.A. Рид — извршни продуцент - Данијел Бероф — помоћник инжињера - Александер Рихбург — продуцент, бубњеви - Боб Брокман — инжињер, микс - Лери Фанк — инжињер - Дејв Хал — продуцент - Герхард Џост — инжињер - Мери Браун — позадински вокал - Nasheim Myrick — инжињер - Роб Паустин — инжињер, микс - Дерил Пирсон — продуцент, гитара, мулти инструменти, позадински вокал - Херб Мидлтон — клавијатура | - Фејт Еванс — позадински вокал - Кристал Џонсон — позадински вокал - Чарлс Александер — микс - Шон Комбс — продуцент, микс - Laquentis Saxon — позадински вокал - Дејвид Дахингер — микс - Тони Масерати — инжињер - Деванте Свинг — продуцент, мулти инструменти - Џон Шрајв — микс - Тим Мозли — мулти инструменти - Мајкл Бенабиби — фотографија - Едвард Ферел — продуцент - Дејв Холистер — позадински вокал - Кијама Грифин — продуцент - Чарлс Александер — инжињер - Исија Ли — продуцент - Дарен Бенбоу — позадински вокал - Левар Вилсон — позадински вокал |

## Позиције на листама

### Недељна листа
| листа (1994)                        | Најбоља позиција |
| ----------------------------------- | ---------------- |
| Билборд 200                         | 167              |
| US Топ дебитантски албуми (Билборд) | 4                |
| Топ R&B/хип хоп албуми (Билборд)    | 25               |

### Синглови
| Година | Сингл              | Најбоља позиција | Најбоља позиција | Најбоља позиција |
| Година | Сингл              | Билборд хот 100  | Хот денс         | Хот R&B/хип хоп  |
| ------ | ------------------ | ---------------- | ---------------- | ---------------- |
| 1994.  | "Can U Get wit It" | 59               | —                | 13               |
| 1995.  | "Think of You"     | 58               | 23               | 8                |
| 1995.  | "The Many Ways"    | —                | —                | 42               |